# (20649) Miklenov
(20649) Miklenov (1999 TP170) – planetoida z pasa głównego asteroid okrążająca Słońce w ciągu 5 lat w średniej odległości 2,92 j.a. Odkryta 10 października 1999 roku.